# لويس-جوزيف غوثير
لويس-جوزيف غوثير هو سياسي كندي، ولد في 21 مارس 1866 في مونتريال في كندا، وتوفي في 12 أبريل 1938. نشط حزبياً في حزب كيبيك الليبرالي والحزب الليبرالي الكندي. وقد انتخب عمدة وانتخب عضو الجمعية الوطنية في كيبك ‏ وانتخب عضو مجلس العموم الكندي.